# あっち向いてホイ
あっち向いてホイ（あっちむいてホイ）は、じゃんけんから派生した遊び。

## 概要
まず、2人でじゃんけんを行う。その勝敗が決まった直後、「あっち向いてホイ!」の掛け声の後、勝った方は上下左右のいずれか一方を指差し、負けた方は勝った方の指を見たうえで、それとは違う方向へ、上下左右のいずれか一方に顔を向ける。顔を向けた方向と指を差した方向が一致すると指を差した方の勝ちとなり、一致しなかった場合次の回として再びじゃんけんから行う。指を指した方が勝つか、一定時間が経って負けた方が違う方向へ顔を向け続た場合（じゃんけんで負けた側の勝ち）、一連のゲームは終了となる。「じゃんけんポイ、あっち向いてホイ、じゃんけんポイ、あっち向いてホイ」のようにテンポよく進むゲームである。
その派生として「こっち向いてホイ！」もあり、こちらは逆に勝った方は顔と指の方向が一致しなければ指を差した方が勝ちとなり、一致すれば「あっち向いて」と同様にじゃんけんから再び行う。
元は祇園のお座敷遊びで、落語家の六代桂文枝（当時三枝）が『ヤングおー!おー!』で紹介して花柳界以外で広まったとされる。1972年頃より萩本欽一が『スター誕生!』の審査決定までの場つなぎコーナーで行い（「こっちむいてホイ!」の掛け声で行われていた）、全国的に有名になった。萩本は「大阪で子供たちがやっていたのを聞いた放送作家が持ってきたもの」と述べている。
その後、『NTV紅白歌のベストテン』の「プール大会」の時にプール上の一本橋の上で行ったり（負けた歌手は即プール落ち）、『プロポーズ大作戦』の中間コーナーで、「スターが挑戦!アッチャムイテホイ」と銘打ち、その回のゲスト歌手が町中で行ったりしており、そして1996年の日本テレビ年末特番『紅白なんてブッ飛ばせ そんなアナタもお祭りちゃん '96大晦日スペシャル』では、前年まで行って批判を浴びた「野球拳」に代わって、5時間15分も丸々あっち向いてホイを行い、しかもやる前には必ず踊りを踊ってから行っていた。またテレビアニメ『おじゃる丸』の2002年度ED「あっち向いてホイおじゃる」にも動きを使っていた。さらにはテレビアニメ『クレヨンしんちゃん』で、2013年10月よりデータ放送を使った「東西南北あっち向いてホイ」（2015年10月からは「東西南北HIPでYO!」）が行われていた。『アイドリング!!!』（2015年放送終了）では「あっち向いてパイ!!!」と題した、負けるとパイをぶつけられるゲームが行われていた。現在はNHK総合テレビで、昼前の番組情報番組『どーも、NHK』でNHKのマスコットキャラクター「どーもくん」が、「チコちゃんに叱られる!」で主役のチコちゃんが、それぞれエンディングで視聴者相手に行っている。
あっち向いてホイをテーマにした1時間のテレビ番組が制作されたことがある（NBS長野放送「あっち向いてホイロジー ～脳科学が探る勝利の法則～」 2007年）。また、脳の動きの仕組みとして、相手の指の動きにつられないためには視覚情報に反する運動（衝動性眼球運動）を行うことが必要であるが、これには視床からの命令が重要な役割を果たしているとする研究結果が北海道大学医学研究科准教授の田中真樹らによって2010年に発表されている。